# Ludwig Philippson

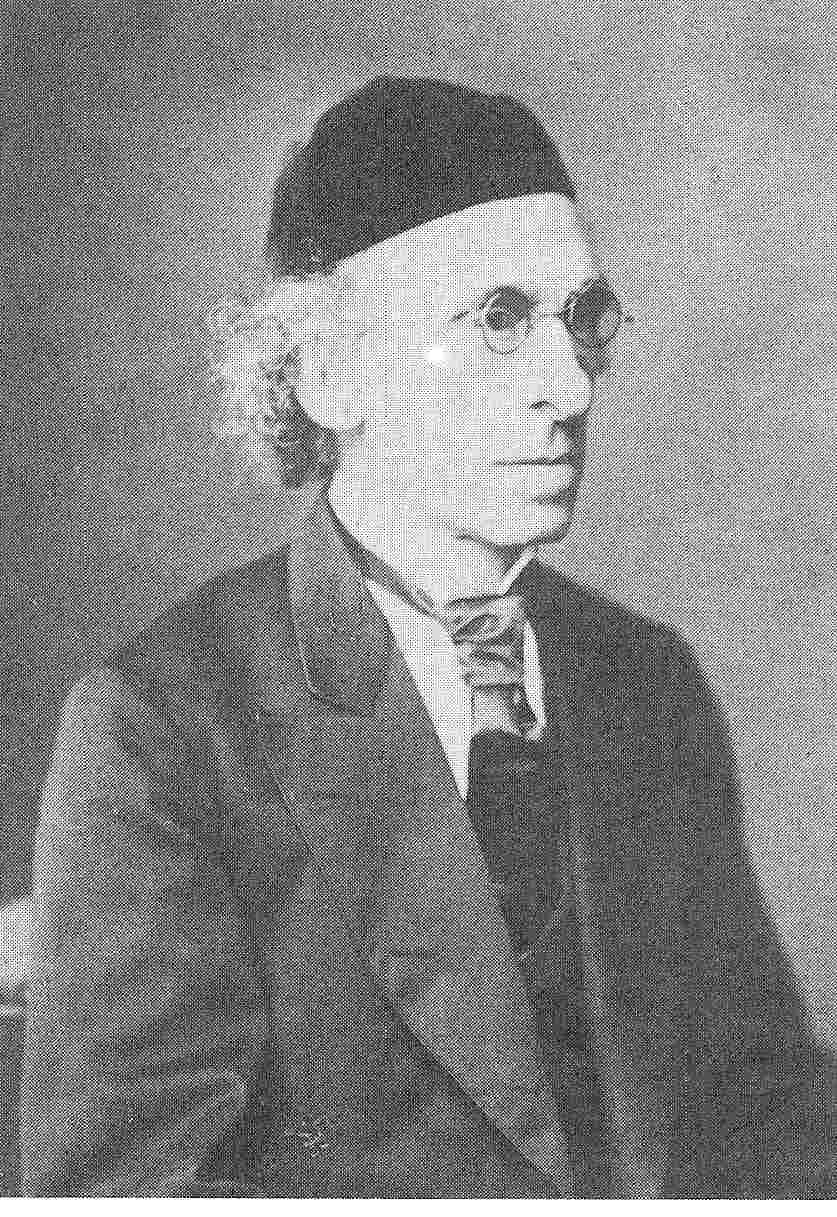
Ludwig Philippson

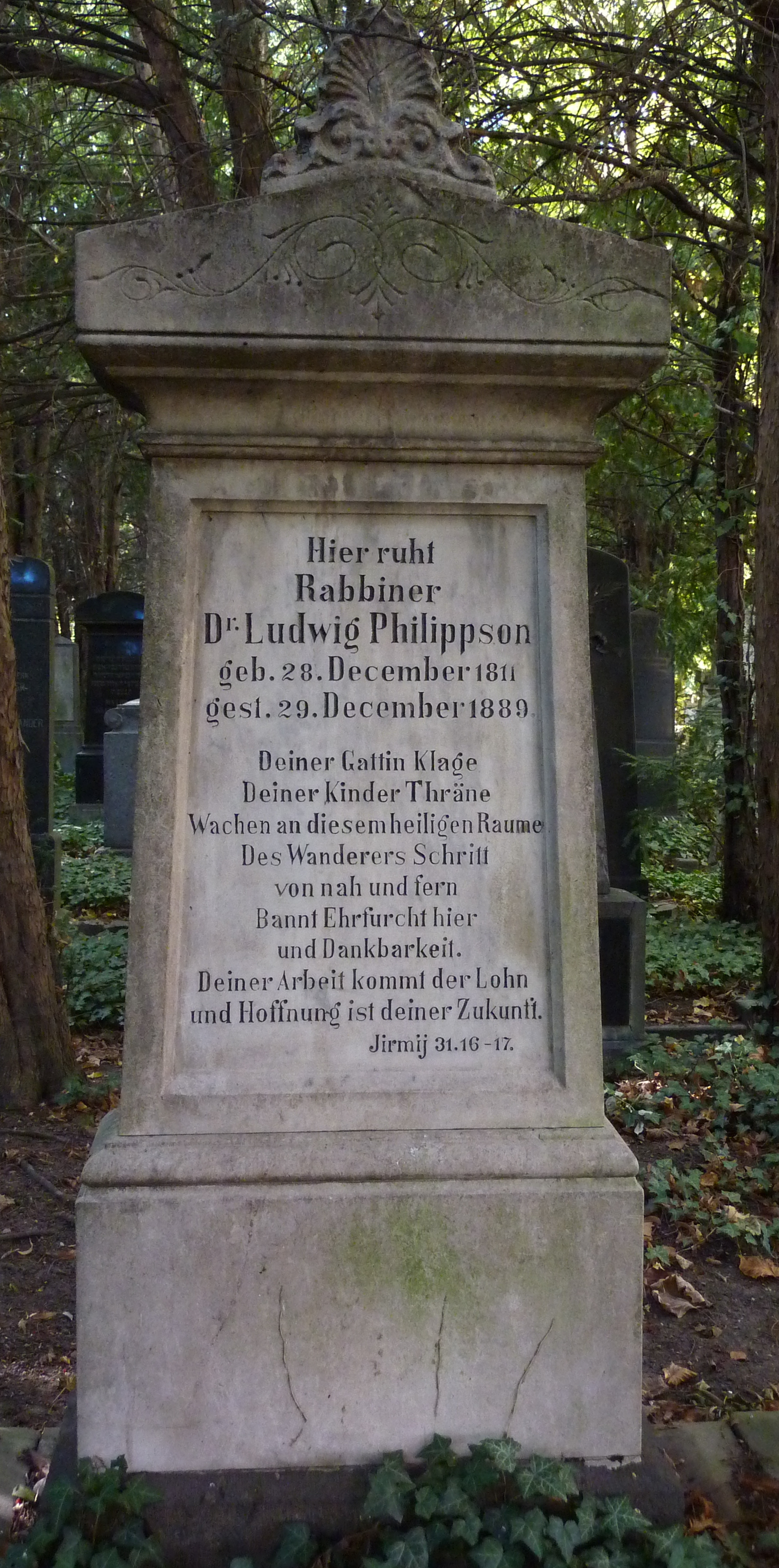
Grabstein für Ludwig Philippson auf dem jüdischen Friedhof Bonn-Castell

Ludwig Philippson (* 28. Dezember 1811 in Dessau; gestorben 29. Dezember 1889 in Bonn) war ein deutscher Schriftsteller und Rabbiner. Er war ein Verfechter humanitärer und liberaler Ideen und ein Wortführer für die Rechte der Juden, welcher ihre Rechtsstellung in Preußen festigte.

## Leben und Würdigung
Philippson war Sohn des Moses Philippson (1775–1814), der in Dessau eine hebräische Druckerei hatte und auch eigene Schriften und Bücher herausgab, und der Marianne-Mehrle Wust. Nach dem frühen Tod des Vaters kümmerte sich fortan sein älterer Bruder Phöbus Moses Philippson um die Ausbildung des damals zweijährigen Ludwig. Von 1815 bis 1824 war er Schüler der „Franzschule für Hebräische und Deutsche Sprache“ (Herzogliche Franzschule) in Dessau, unter anderem bei Gotthold Salomon. 1825 studierte er am Dessauer Bet-Midrasch bei Talmudlehrer H. Cohn. Er wurde am 9. April 1826 in die Lateinische Schule in Halle aufgenommen. Nach der Reifeprüfung (Abitur) nahm Philippson am 27. Oktober 1829 ein Studium der Philosophie an der Friedrich-Wilhelms-Universität zu Berlin auf und besuchte dort bis 1833 Vorlesungen Hegels, Steffens, besonders aber der klassischen Philologie Boeckhs. Erste Arbeiten veröffentlichte er unter dem Namen seines Bruders. Er wurde mit der Arbeit De internarum humani corporis partium cognitione Aristotelis cum Platonis sententia comparata promoviert. Nach dem Studium strebte er eine Tätigkeit im Bereich der Philologie in Frankreich an, wurde dann Dezember 1833 von der Synagogen-Gemeinde zu Magdeburg als Prediger und Lehrer berufen. Am 10. März 1834 legte er die preußische Dienstprüfung als geistlicher Lehrer ab. Ab 1839 trat er in die Funktion des Rabbiners ein. Auch initiierte Philippson ein Programm der bürgerlichen Bildung für Juden im Osmanischen Reich. 1848 folgte die Wahl zum stellvertretenden Abgeordneten der gemäßigt liberalen Seite der Frankfurter Nationalversammlung.
Philippson weihte am 31. August 1850 die neue Synagoge zu Eisleben und am 14. September 1851 die Alte Synagoge Magdeburg feierlich ein. Zu seinem bedeutendsten Werk gehört die Übersetzung der Hebräischen Bibel und die Gründung der Israelitischen Bibelanstalt 1859. Dieses Übersetzungswerk beschäftigte ihn Jahrzehnte und prägte die jüdische Glaubenspraxis vor allem in Deutschland bis weit ins 20. Jahrhundert.
1837 begründete er die Allgemeine Zeitung des Judentums, welche als Sprachrohr der jüdischen Reformbewegung galt und welche Philippson von der ersten Ausgabe am 2. Mai 1837 bis zu seinem Tod im Jahr 1889 herausgab und redigierte. Die Zeitung entwickelte sich zu einer der wichtigsten Zeitungen für liberale Juden in Deutschland. Sie erschien zunächst wöchentlich, dann im 14-täglichen Rhythmus bis zu ihrer Einstellung im April 1922 und ist damit die am längsten erschienene deutschsprachige jüdische Zeitschrift. Der Berliner Gesellschaft der Freunde gehörte Philippson seit 1839 an. 1849 trat er die Präsidentschaft des Allgemeinen Lehrervereins der Provinz Sachsen an. Am 1. Mai 1855 gründete er das Institut zur Förderung der israelitischen Literatur, welches 18 Jahre existierte und in dieser Zeit etwa 80 Werke in deutscher Sprache herausgab. Darunter Werke aus den Bereichen der jüdischen Wissenschaft, Poesie und der jüdischen Geschichte, so auch sieben Bände des Historikers Heinrich Graetz zur Geschichte der Juden. 1855 wurde das Institut von der Regierung des Kaisertum Österreichs verboten und Philippson, der sich 1858 auf einem Besuch in Mailand befand, aus dem Gebiet des Kaisertums ausgewiesen. Bis 1859 gehörte die Lombardei mit Mailand noch zu Österreich. Das Institut hatte dann seinen Sitz in Leipzig.
Wegen eines Augenleidens, welches schließlich zur fast vollständigen Erblindung führte, trat er am 1. Mai 1862 in den Ruhestand und zog sich nach Bonn als Ehrenrabbiner zurück. Dort setzte er sich weiterhin als Schriftsteller und Publizist für die Emanzipation der jüdischen Bevölkerung Deutschlands ein. Er übersetzte nicht nur theologische Texte, sondern veröffentlichte mit den Schwerpunkten Exegese und Homiletik mehrere wichtige Bücher. Mit seinem Werk Haben die Juden Jesum gekreuzigt? wurde er 1866 über die Grenzen Deutschlands hinaus bekannt und entfachte damit zum Teil sehr emotional geführte Diskussionen.
1868 war Philippson Initiator der liberalen Kasseler Rabbiner-Versammlung und der jüdischen Synode, 1869, in Leipzig. Er war 1869 einer der Gründer des Deutsch-Israelitischen Gemeindebundes und war neben Abraham Geiger und Salomon Neumann an der, Ende desselben Jahres erfolgten, Gründung der Hochschule für die Wissenschaft des Judentums in Berlin beteiligt, welche am 6. Mai 1872 eröffnet wurde und deren Kuratorium er ab 1870 angehörte.
Philippson war ab 1835 verheiratet mit Julie, geb. Wolffstein, welche 1843 verstarb. Danach heiratete er 1844 Mathilde, geb. Hirsch (1822–1891), eine Tochter des Moses Hirsch. Seine zwei Töchter aus erster Ehe heirateten die Rabbiner Tobias Cohn und Meyer Kayserling. Sein Sohn, der Historiker Martin Philippson (1846–1916), übernahm ab 1896 den Vorsitz des Deutsch-Israelitischen Gemeindebundes. Sein jüngstes Kind war der Geograph Alfred Philippson (1864–1953).
Im Alter von 78 Jahren starb Ludwig Philippson am 29. Dezember 1889 in Bonn.
Im Jahr 2021 wurde vor dem Grundstück Julius-Bremer-Straße 10 (ehem. Apfelstraße) in Magdeburg eine Gedenktafel für Philippson enthüllt.

## Werke
- Hylē anthrōpinē. De internarum humani corporis partium cognitione Aristotelis cum Platonis sententia comparata. Berlin 1831. Volltext
- Saron, eine Sammlung von Gedichten 1843
- Staat und Religion, die religiöse Gesellschaft. 1845, aus: Weltbewegende Fragen in Politik und Religion. Aus den letzten dreißig Jahren. Erster Theil: Politik Baumgärtner, Leipzig 1868, Volltext dieses Auszugs = Abschnitt 84 des Buches (PDF; 228 kB; 19 S.)
- Die Entwickelung der Religiösen Idee im Judenthum, Christenthum und Islam, Leipzig 1847
- Neunte Vorlesung. Die Religion der Gesellschaft in ihrer Begründung und Entwickelung In: Die Religion der Gesellschaft und die Entwickelung der Menschheit zu ihr, dargestellt in zehn Vorlesungen, Leipzig 1848, Volltext (PDF; 228 kB)
- Die politische Gesinnung der Juden 1849 Volltext (PDF; 68 kB)
- Stimmen und Stimmungen aus der Zeit, 1849
- Predigt, zur Einweihung der neuen Synagoge zu Eisleben am 30. Aug. 1850 gehalten.
- Der Verfall der Völker, Leipzig 1858, Volltext (PDF; 81 kB)
- Resultate in der Weltgeschichte, 1860
- Blicke auf die gegenwärtige Weltlage und politische Briefe. 4. Am 30. Januar 1861. Die Nationalitäten Leipzig Volltext (PDF; 83 kB)
- Die industrielle Mission der Juden, Leipzig 1861, Volltext (PDF; 135 kB)
- Der Judenhaß der Atheisten und Rothen, Leipzig 1862, Volltext (PDF; 53 kB)
- Die drei Gewalten, Leipzig 1862, Volltext (PDF; 81 kB)
- Die ultramontan- und pietistisch-feudale Partei, Leipzig 1862, Volltext (PDF; 111 kB)
- Blicke auf die gegenwärtige Weltlage und politische Briefe. 5. Im März 1864 ebenda Volltext (PDF; 140 kB)
- Judenthum und Deutschthum 1865, ebenda Volltext (PDF; 96 kB)
- Blicke auf die gegenwärtige Weltlage und politische Briefe. 7. Im Februar 1866, Leipzig, Volltext (PDF; 122 kB)
- Haben wirklich die Juden Jesum gekreuzigt? 1866, diss-duisburg.de (PDF)
- Sepphoris und Rom, 1866
- Jakob Tirado. Geschichtlicher Roman aus der zweiten Hälfte des sechszehnten Jahrhunderts, Leipzig 1867
- Weltbewegende Fragen, 1868/69
- Stoff und Geist in der Menschheit (1853) In: Weltbewegende Fragen in Politik und Religion. Aus den letzten 30 Jahren. Zweiter Theil: Religion. Erster Band: Allgemeines. - Zur vergleichenden Religionswissenschaft, Leipzig 1869, S. 68–81 Volltext (PDF; 119 kB)
- Gedenkbuch an den Deutsch-Französischen Krieg, 1871
- An den Strömen, 1872/73
- Rath des Heils, 1882
- Die Rhetorik und jüdische Homiletik. In Briefen und Abhandlungen, hrsg. v. M. Kayserling, Leipzig 1890, Digitalisat (PDF)
- Walter Homolka, Hanna Liss, Rüdiger Liwak (Hrsg.): Die Tora (hebräisch-deutsch) in der revidierten Übersetzung von Rabbiner Ludwig Philippson. Verlag Herder, Freiburg 2021, ISBN 978-3-451-39016-6.
- Walter Homolka, Hanna Liss, Rüdiger Liwak (Hrsg.): Die Propheten (hebräisch-deutsch) in der revidierten Übersetzung von Rabbiner Ludwig Philippson. Verlag Herder, Freiburg 2016, ISBN 978-3-451-33600-3.
- Walter Homolka, Hanna Liss, Rüdiger Liwak (Hrsg.): Die Schriften (hebräisch-deutsch) in der revidierten Übersetzung von Rabbiner Ludwig Philippson. Verlag Herder, Freiburg 2018, ISBN 978-3-451-33607-2.